# Magic Tour
El Magic Tour fue la última gira realizada por la banda de Rock británica Queen bajo su alineación original. Se realizó en 1986 para la promoción del disco A Kind of Magic. Fue la gira más exitosa de la agrupación batiendo récords de público en el Reino Unido, donde tocaron ante cerca de 400 mil personas. La gira se realizó solo en Europa y se dieron 26 conciertos. 
Un año después de esta gira, el cantante Freddie Mercury es diagnosticado con sida. Como consecuencia de esto la banda dejó de dar conciertos en vivo por decisión personal de Mercury y el evidente debilitamiento de su estado de salud con el paso de los años, según explicó el guitarrista Brian May.

## Conciertos destacados
Algunos de los conciertos importantes de este tour fueron el que dieron en Hungría, en el estadio Népstadion de Budapest, convirtiéndose en la primera banda de un país capitalista que tocaba detrás de la Cortina de hierro[cita requerida], en la órbita de un país comunista. En este concierto quedaron fuera miles de personas, a las cuales se les permitió escuchar el concierto junto al estadio (las entradas se agotaron ya que se adquirieron por correo. Su venta también se agotó incluso en otros países comunistas).
Otros conciertos que se destacan por el excelente estado de voz de Freddie son los de Estocolmo, Suecia, y los 3 conciertos que dieron en la ciudad de Leiden, Países Bajos. También se destacan los dos conciertos en Wembley (11 y 12 de julio), y el del Knebworth Park que sería el último de la agrupación original.

## Equipamiento técnico
Se destacaba el enorme escenario utilizado con un sistema de luces innovador y un sistema de sonido desarrollado por James 'Trip' Khalaf que era único en la época. En los utilizaron una pantalla StarVision gigante que era la más grande que había en Reino Unido en ese momento.

## Discos, videos y DVD de la Gira
Fue lanzado un CD en 1986 llamado Live Magic, sin embargo, fue rechazado por los aficionados puesto que recogía solo parte del repertorio y las canciones estaban recortadas.
La presentación del 12 de julio de 1986 en Londres fue lanzada en un CD en 1992 llamado Queen Live at Wembley '86 con una calidad superior al disco en vivo antecesor. Una década después el mismo recital fue editado en un DVD llamado Queen at Wembley.
El 16 de febrero de 1987 fue lanzado en VHS el concierto de Budapest, Hungría, el cual se tituló Magic Tour: Live in Budapest. Contenía un resumen de la actuación y material documental. Más de dos décadas después la imagen y el sonido fueron remasterizados y con el nuevo título de Hungarian Rhapsody: Live in the Budapest '86 desde el 20 de septiembre de 2012 se exhibió en los cines de todo el mundo y el 5 de noviembre de ese año se lanzó en DVD y Blu-ray.
Se cuenta con algunas grabaciones del concierto en el Knebworth como el inicio de One Vision, la actuación completa de Is This The World We Created?, casi un minuto de Radio Ga Ga, el final de We Are The Champions y varias partes de God Save The Queen, cuando Freddie Mercury se coloca su corona por última vez.

## Sucesos ocurridos durante la gira
- Freddie Mercury tenía intención de hacer aparecer en un cubo gigantesco del cual saldría para comenzar el concierto en Mannheim, idea de la que desistió después de probarlo.[5]
- Durante los primeros días de julio, más precisamente durante los conciertos de Wembley (11 y 12 de julio de 1986) Freddie Mercury sufre de un resfriado, esto sería evidente en su voz durante el concierto del 12 de julio, por lo cual al editar los discos y el DVD respectivo se le añadieron 'parches' a la voz.
- El cantante siempre terminaba sus conciertos vestido con una capa y una corona con el tema God Save The Queen.
- Cuando la banda aparecía de nuevo con We Will Rock You en los conciertos de cada país extranjero, Freddie aparecía con una bandera del país anfitrión (excepto en el concierto en Barcelona, en el cual apareció con la bandera catalana, y en los conciertos de Inglaterra, en los que aparecía con una chaqueta militar blanca con una gran capa también blanca) junto a la Union Jack británica.
- El concierto dado en el Castillo Slane, Irlanda, ante 100 mil personas, tuvo que ser suspendido brevemente porque hubo una gran pelea en las inmediaciones del escenario. Brian May fue golpeado luego por una lata de cerveza arrojada desde el público y casi se rehúsa a seguir tocando las canciones finales. May describió este concierto como una de sus peores experiencias en vivo. Para evitar problemas (conflictos políticos de entonces), en este concierto no sonó el God Save the Queen típico para cerrar los conciertos, en su lugar Freddie se despidió con un "Good bye!".
- En Madrid, hubo una pelea en el backstage de la banda, donde casi todo el vestuario fue destruido.[5]
- En Stevenage, en Knebworth Park, falleció una persona víctima de un apuñalamiento producto de una pelea entre espectadores. La persona en cuestión no pudo recibir asistencia médica a tiempo. También nació un niño en pleno concierto.[6]
- John Deacon destruyó su bajo al arrojarlo contra los amplificadores después de la canción Radio Ga Ga en el Knebworth Park,[7] como se puede ver en el vídeo Rare Live: A concert through time and space. Este concierto es recordado, además, porque provocó uno de los embotellamientos más grandes de la historia de Inglaterra en el siglo XX.
- En Budapest, a Roger Taylor se le cayó la corona de rey de Freddie Mercury a la parte final del escalón de la parte más grande del centro del escenario.

## Lista de canciones
- 1. One Vision
- 2. Tie Your Mother Down
- 3. In the Lap of the Gods... Revisited
- 4. Seven Seas Of Rhye
- 5. Liar
- 6. Tear It Up
- 7. A Kind Of Magic
- 8. Vocal improvisation
- 9. Under Pressure
- 10. Another One Bites The Dust
- 11. Who Wants To Live Forever
- 12. I Want To Break Free
- 13. Impromptu
- 14. Brighton Rock solo
- 15. Now I'm Here
- 16. Love of My Life
- 17. Is This the World We Created...?
- 18. (You're So Square) Baby I Don't Care
- 19. Hello Mary Lou (Goodbye Heart)
- 20. Tutti Frutti
- 21. Bohemian Rhapsody
- 22. Hammer To Fall
- 23. Crazy Little Thing Called Love
- 24. Radio Ga Ga
- 25. We Will Rock You
- 26. Friends Will Be Friends
- 27. We Are The Champions
- 28. God Save the Queen

### Canciones rara vez interpretadas
- Ole Ole (Leiden)
- Big Spender
- Saturday Night's Alright For Fighting
- Immigrant Song (Berlin)
- Gimme Some Lovin'
- '39 (intro) (Cologne)
- Mustapha (intro)
- Tavaszi Szél Vizet Áraszt (Budapest)
- Keep Yourself Alive (Slane)
- Rock'n'roll improvisation
- Chinese Torture (parte en el solo de guitarra, en los últimos conciertos de la gira)
- I Feel Fine (solo en guitarra - Mannheim)
- Friends Will Be Friends - Versión Completa (Noche 1 y 2 en Leiden)

Canciones no interpretadas
- In the Lap of the Gods... Revisited (Zurich & Vienna)
- Who Wants to Live Forever (Zurich)
- Friends Will Be Friends (Estocolmo)

## Fechas del Tour
| Fecha                    | Ciudad               | País        | Lugar                         | Espectadores |
| ------------------------ | -------------------- | ----------- | ----------------------------- | ------------ |
| Primera parte - Europa   |                      |             |                               |              |
| 7 de junio de 1986       | Estocolmo            | Suecia      | Rasunda Stadium               | 37.500       |
| 11 y 12 de junio de 1986 | Leiden               | Holanda     | Groenoordhallen               | 25.600       |
| 14 de junio de 1986      | París                | Francia     | Hippodrome de Vincennes       | 40.000       |
| 17 de junio de 1986      | Bruselas             | Bélgica     | Forest National               | 9.200        |
| 19 de junio de 1986      | Leiden               | Holanda     | Groenoordhallen               | 12.800       |
| 21 de junio de 1986      | Mannheim             | Alemania    | Maimarktgelände               | 85.700       |
| 26 de junio de 1986      | Berlín               | Alemania    | Waldbühne                     | 22.600       |
| 28 y 29 de junio de 1986 | Múnich               | Alemania    | Olympiahalle                  | 22.400       |
| 1 y 2 de julio de 1986   | Zúrich               | Suiza       | Hallenstadion                 | 22.800       |
| 5 de julio de 1986       | Slane - County Meath | Irlanda     | Castillo Slane                | 100.000      |
| 9 de julio de 1986       | Newcastle            | Reino Unido | St. James Park                | 38.000       |
| 11 y 12 de julio de 1986 | Londres              | Reino Unido | Antiguo Estadio Wembley       | 144.000      |
| 16 de julio de 1986      | Mánchester           | Reino Unido | Maine Road                    | 35.000       |
| 19 de julio de 1986      | Colonia              | Alemania    | Müngersdorfer Stadion         | 50.000       |
| 21 y 22 de julio de 1986 | Viena                | Austria     | Stadthalle                    | 24.000       |
| 27 de julio de 1986      | Budapest             | Hungría     | Népstadion                    | 80.000       |
| 30 de julio de 1986      | Fréjus               | Francia     | Anfiteatro                    | 15.000       |
| 1 de agosto de 1986      | Barcelona            | España      | Mini Estadi                   | 24.000       |
| 3 de agosto de 1986      | Madrid               | España      | Estadio del Rayo Vallecano    | 25.000       |
| 5 de agosto de 1986      | Marbella             | España      | Estadio Municipal de Marbella | 20.000       |
| 9 de agosto de 1986      | Stevenage            | Reino Unido | Knebworth Park                | 125.000      |

## Fechas canceladas y aplazadas del Magic Tour
| Fecha               | Ciudad    | País    | Lugar                         | Motivo de la cancelación                  |
| ------------------- | --------- | ------- | ----------------------------- | ----------------------------------------- |
| 25 de julio de 1986 | Budapest  | Hungría | Népstadion                    | Pospuesto al 27 de julio.                 |
| 26 de julio de 1986 | Budapest  | Hungría | Népstadion                    | Cancelado.                                |
| 29 de julio de 1986 | Cannes    | Francia | Stade Pierre de Coubertin     | Pospuesto al 30 de julio en Niza.         |
| 30 de julio de 1986 | Niza      | Francia | Stade De L’Ouest              | Movido al Amphitheatre de Fréjus.         |
| 31 de julio de 1986 | Barcelona | España  | Monumental de Barcelona       | Movido al Mini Estadi el día 1 de agosto. |
| 2 de agosto de 1986 | Madrid    | España  | Estadio del Rayo Vallecano    | Movido al día 3 de agosto.                |
| 4 de agosto de 1986 | Marbella  | España  | Estadio Municipal de Marbella | Movido al día 5 de agosto.                |

## Músicos
- Freddie Mercury – Voz y piano. Guitarra rítmica en Crazy Little Thing Called Love
- Brian May – Guitarra eléctrica, guitarra acústica, voz de acompañamiento, teclados en Who Wants to Live Forever
- Roger Taylor – Batería, pandereta en You're so square (baby I don't care), Hello Mary Loo (goodbye Heart) y Tutti Fruti y voz de acompañamiento.
- John Deacon – Bajo y voz de acompañamiento.

### Extras
- Spike Edney – Teclados principales en Tutti Frutti, voz de acompañamiento, y guitarra rítmica en Hammer to Fall.